# Linia wodoru 21 cm

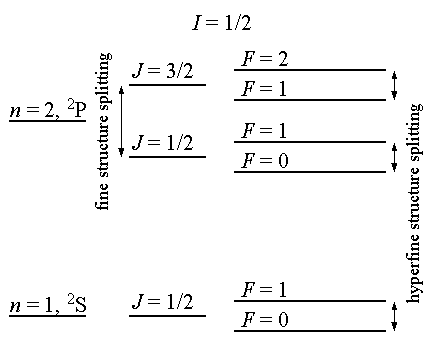

Spin elektronu w atomie wodoru może być zgodny lub przeciwny do spinu protonu. Przejście między podpoziomami struktury nadsubtelnej z F = 1 do F = 0 jest źródłem promieniowania o λ = 21 cm dochodzącego do Ziemi z przestrzeni międzygwiezdnej

Linia wodoru 21 cm – linia emisyjna promieniowania elektromagnetycznego o długości fali równej 21 cm (fale decymetrowe), wysyłanego przez atomy wodoru.
Elektron w atomie wodoru w stanie podstawowym znajduje się na powłoce K, na której dozwolone są dwa nadsubtelne poziomy energetyczne związane ze spinem elektronu, który może być zgodny lub przeciwny do spinu jądra (w tym wypadku protonu). Różnica energetyczna pomiędzy tymi poziomami wynosi 5,9×10−6 eV, a przejście elektronu z jednego poziomu na drugi związane jest z absorpcją lub emisją kwantu promieniowania o częstotliwości fali 1420 MHz, co odpowiada długości fali ok. 21 cm.
Wzbudzony atom wodoru emituje promieniowanie elektromagnetyczne w zakresie UV, światła widzialnego i IR, związane z przejściami elektronu pomiędzy powłokami elektronowymi (zob. serie widmowe wodoru).
Obserwacje promieniowania wodoru o częstotliwości radiowej służą do badania przestrzeni międzygwiazdowej i uzyskiwania obrazów rozmieszczenia przestrzennego wodoru, także z regionów niedostępnych do badań w świetle widzialnym (zob. radioastronomia). Ponieważ wodór jest we Wszechświecie najczęściej występującym pierwiastkiem, to z tych obserwacji można uzyskiwać informacje o ruchach i rozmieszczeniu materii międzygwiazdowej. Pierwszą osobą, która zauważyła ten związek był holenderski astronom H. van de Hulst.
W uznaniu znaczenia linii 21 cm dla radioastronomii i programu SETI Międzynarodowa Unia Telekomunikacyjna zarezerwowała zakres częstości od 1400 do 1427 MHz na potrzeby badawcze. Wszelka emisja radiowa w tym zakresie jest zabroniona.

## Odkrycie
W latach 30. XX wieku zanotowano obecność radiowych zakłóceń (w postaci „syczenia”), które różniły się w ciągu dnia – przypuszczano, iż miały one pozaziemskie pochodzenie. Po wstępnych sugestiach, jakoby było to spowodowane aktywnością Słońca zaobserwowano, że fale radiowe prawdopodobnie pochodziły z centrum Galaktyki. Odkrycia te zostały opublikowane w 1940 roku – zauważył je Jan Oort, który wiedział, że w astronomii mogłyby być dokonane znaczące postępy, gdyby w radiowej części widma znajdowały się linie emisyjne. O swoich spostrzeżeniach poinformował Hendrika van de Hulsta, który w roku 1944 przewidział, że neutralny wodór może wytwarzać promieniowanie o częstotliwości 1420,4058 MHz ze względu na dwa znajdujące się blisko siebie poziomy energii w stanie podstawowym atomu wodoru.
Linia 21 cm (1420,4 MHz) została po raz pierwszy wykryta w 1951 roku przez Harolda Ewena i Edwarda Purcella na Uniwersytecie Harvarda, publikacja ukazała się po tym, jak ich dane zostały potwierdzone przez holenderskich astronomów C.A. Mullera i J. Oorta, a następnie przez Christiansena i Hindmana w Australii. Po 1952 roku wykonano pierwsze mapy neutralnego wodoru w Galaktyce, dzięki którym po raz pierwszy ujawniono spiralną strukturę Drogi Mlecznej.